# Urszula Wolska

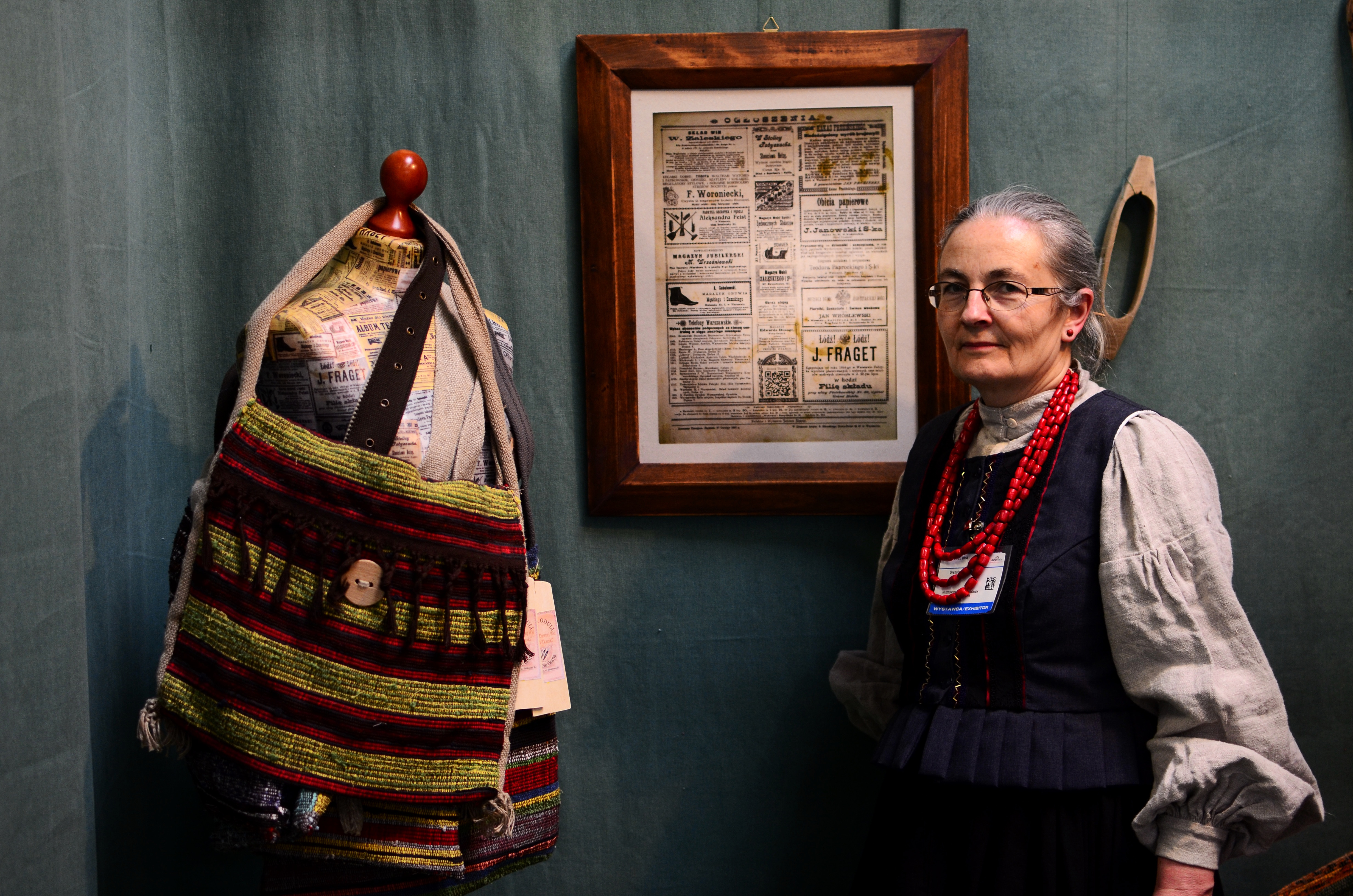
Urszula Wolska podczas Agrotravel 2014 promując Domek Tkaczki

Urszula Wolska (dawniej Jędrzejczyk) – artystka plastyczka, właścicielka i dyrektorka Muzeum Dawnej Wsi „Domek Tkaczki”. Należy do Związku Polskich Artystów Plastyków. Współzałożycielka i pierwsza prezeska Stowarzyszenia RDEST. Mieszka w Bliżynie.

## Nagrody i wyróżnienia
W 2007 r. otrzymała stypendium Ministra Kultury i Dziedzictwa Narodowego. W 2010 r. nagrodę Fundacji Rozwoju Demokracji Lokalnej za lokalne inicjatywy kulturalne. W 2011 r. honorową odznakę „Zasłużony dla Kultury Polskiej”. W 2015 r. Świętokrzyską Nagrodę Kultury.

## Działalność artystyczna
Od 1978 r. brała udział w wystawach indywidualnych i zbiorowych w Polsce i za granicą. Zajmuje się tkaniną, książką artystyczną oraz malarstwem.
Niektóre z ważniejszych wystaw:
- 9 Międzynarodowy Festiwal Sztuki Książki „Korespondencja”[3],
- Ogólnopolska Wystawa Miniatury Tkackiej towarzysząca Międzynarodowemu Triennale Tkaniny Łódź 2013,
- VII Międzynarodowe Biennale Malarstwa i Tkaniny Unikatowej Gdynia 2013,
- Międzynarodowe Biennale Artystycznej Tkaniny Lnianej[7],
- Fifth International Artists Book Exhibition zorganizowany przez The King St. Stephen Museum na Węgrzech[8].

## Kultywowanie tradycji tkackich
Od wielu lat zajmuje się upowszechnianiem tkactwa ludowego. Prowadzi warsztaty oraz organizuje pokazy tkackie
W 2007 wydała publikację pt. „Biołe Portki”.
W latach 2007 – 2012 była kuratorem wędrującej wystawy tkanin ludowych „Kolorowy Kod Kultury”. Zapoczątkowała obchody Dnia Tkaczki.

## Publikacje
- Urszula Jędrzejczyk: Biołe Portki: tkactwo i obróbka włókna - Odrowążek, Nowy Odrowążek, Kopcie, Kucębów. ISBN 978-83-921843-3-1. Brak numerów stron w książce